# تشارلز ماكلين اندروز
تشارلز ماكلين اندروز (بالإنجليزية: Charles McLean Andrews)‏ هو مؤرخ وأستاذ جامعي أمريكي، ولد في 22 فبراير 1863 في Wethersfield, Connecticut ‏ في الولايات المتحدة، وتوفي في 9 سبتمبر 1943 في نيو هيفن في الولايات المتحدة.

## وصلات خارجية
- تشارلز ماكلين اندروز على موقع الموسوعة البريطانية (الإنجليزية)
- تشارلز ماكلين اندروز على موقع إن إن دي بي (الإنجليزية)